# Ralph Cook Craig
Ralph Cook Craig (Detroit, Michigan, 21 de juny de 1889 – Lake George, Nova York, 21 de juliol de 1972) va ser un atleta estatunidenc guanyador de dues medalles d'or als Jocs Olímpics de 1912 celebrats a Estocolm.
Craig inicialment corria curses de tanques, però es va passar a les curses de velocitat quan arribà a la Universitat de Michigan. El 1910 va guanyar el campionat intercol·legial als 220 metres, triomf que va repetir a l'any següent.
El 1912 és escollit per formar part de l'equip olímpic que havia de participar en els Jocs Olímpics d'aquell any. A Estocolm aconsegueix classificar-se per a la final dels 100 m. El gran favorit és un altre estatunidenc, Don Lippincott, que en les proves classificatòries aconsegueix el record del món de l'especialitat amb un temps de 10,6 segons. Després de set sortides falses, Craig guanya la cursa en 10,8 segons. Lippincott va quedar tercer.
A la final de 200 m de nou s'enfronta al seu compatriota, aconseguint repetir triomf.
Immediatament després de les olimpíades, Craig va abandonar la seva carrera esportiva. El 1948 va tornar a participar en uns Jocs Olímpics, ara com a integrant de l'equip de vela estatunidenc. Craig que comptava amb 59 anys no va participar en les competicions. Amb tot, va ser el portador de la bandera dels Estats Units a la cerimònia inaugural.